# Dreamer (Jack Jersey)
Dreamer is een muziekalbum van Jack Jersey uit 1982. Hij produceerde het album zelf.
Het is een album met nieuw werk, zoals zijn hits Lonely street (1981) en Puerto de Llansa (Lady Rose) (1982). Ook is de oudere hit Mary Lee (1975) op het album te vinden.
Het bereikte nummer 28 in de Album Top 40 van Veronica. Het stond 9 weken in deze lijst genoteerd.

## Nummers
| Nr. | naam                         | schrijver                                                | duur |
| --- | ---------------------------- | -------------------------------------------------------- | ---- |
| A1  | Puerto de Llansa (Lady Rose) | Jack de Nijs en Milly Trap                               | 3:35 |
| A2  | Trincomalee                  | Jack de Nijs, Milly Trap en P. Bak                       | 3:20 |
| A3  | Mary Lee                     | Jack de Nijs en Jacques Verburgt                         | 2:40 |
| A4  | Play that song               | Peter Koelewijn en Jack de Nijs, Milly Trap en Bastiaan  | 2:41 |
| A5  | Spanish lady                 | Jack de Nijs, Milly Trap en E. Benton                    | 3:53 |
| A6  | Get your fun                 | Jack de Nijs, Milly Trap en P. Bak                       | 3:36 |
| B1  | Shanah                       | Jack de Nijs, Milly Trap en Bastiaan                     | 4:05 |
| B2  | Lonely street                | Carl Belew, Kenny Sowder en W.S. Stevenson (Bill McCall) | 3:18 |
| B3  | Sweet dreams (my darlin')    | Jack de Nijs en H. Raast                                 | 3:13 |
| B4  | I won't cry                  | Jack de Nijs en Milly Trap                               | 2:30 |
| B5  | Dreamer                      | Jack de Nijs, Milly Trap en Bastiaan                     | 2:57 |
| B6  | This means goodbye           | Jack de Nijs, Milly Trap en K. Naar                      | 3:36 |